# Procelsterna albivitta
La sterna stolida grigia (Procelsterna albivitta, Bonaparte 1856), è un uccello della famiglia Laridae.

## Sistematica
Procelsterna albivitta ha tre sottospecie:
- Procelsterna albivitta albivitta
- Procelsterna albivitta imitatrix
- Procelsterna albivitta skottsbergii

## Distribuzione e habitat
Questa sterna vive nelle acque calde, subtropicali dell'Oceano Pacifico meridionale. La sottospecie P. a. albivitta nidifica su Lord Howe, sulle Isole Norfolk, sulle Isole Kermadec, in Nuova Zelanda settentrionale e sulle Tonga; P. a. imitatrix nidifica invece sulle Isole Desventuradas al largo del Cile; P. a. skottsbergii nidifica infine sull'isola di Henderson nelle Pitcairn, sull'Isola di Pasqua e su Sala y Gómez.